# Нордијска митологија
Нордијска митологија је митологија северних германских народа, потиче из нордијског паганизма, наставља се кроз покрштавање Скандинавије и у модерно доба је у облику скандинавског фолклора. Као најсевернија грана германске митологије, нордијска митологија се састоји из прича о разним боговима, бићима и херојима потеклих из бројних извора који потичу из периода пре и после паганизма, укључујући и средњовековна скрипта, археолошке представе и фолклорну традицију.
Многи богови се помињу у изворним текстовима - Тор који са собом носи чекић, брани човечанство и неуморно се бори са својим непријатељима; Один, који има само једно око, на својим раменима носи два гаврана и путује кроз светове у потрази за знањем, човечанству је открио Рунске азбуке; прелепа богиња Фреја огрнута перјем која поседује магијске способности; осветољубива Скади која проводи своје време на завејаним планинама; моћни бог Њорд који доноси богатство и земљу, способан је да помири мора и ватру; бог Фрејр који утиче на фарме и климатске услове, доноси мир и задовољство човечанству; богиња Идуна која гаји јабуке које доносе вечну младост; мистериозни бог Хајмдал, син девет мајки, може да чује траву како расте, има златне зубе и најчешће у рукама држи рог; Локи, припадник Јотуна - расе дивова који су сила разарања, узрокује трагичну смрт Фригиног прелепог сина Балдера; и многа друга божанства.
Већина митологије која је опстала до данас се бави проблемима богова и њиховим односима са другима бићима, као што су људи и јотуни, бићима као што су пријатељи, непријатељи, љубавници или чланови породице богова. Космос се у Нордијској митологији састоји из Девет светова које спаја Игдрасил, космолошко дрво. Јединице времена и елемената космологије су персонификована као богови. Постоје многе верзије мита о настанку, у којима је свет створен из меса Имира, а прва два човека су Аскр и Ембла. Предвиђа се да ће ови светови понове да се роде после Рагнарока, када се дешава огромна битка између богова и њихових непријатеља, и цео свет изгори у пламену да би се препородио. Тамо ће се сусрести преживели богови, земља ће бити зелена и плодна, а два човека ће поново створити становништво Земље.
Нордијска митологија се развијала до отприлике 12. века када је хришћанство искорењује, али се и последња 2–3 века њеног развоја одигравају у средини у којој постоји одређени хришћански утицај. Важна је и чињеница да готово сви извори потичу из времена након покрштавања и да су њихови записивачи хришћани који записују материјал и њима самима далек, како у временском смислу, неколико векова, тако и у перцепцији и схватању тог погледа на свет. Ту су и честе неподударности па чак и контрадикторности међу изворима. Све су то чињенице због којих никада нећемо имати потпуну и целовиту слику о нордијској митологији. С друге стране, она засигурно никада није ни била потпуна. Као што се северногерманска разликује од митологија осталих Германа, врло је вероватно да постоје, наравно мање, и разлике на нордијском подручју. Наиме, на простору који заузима приближно 1.000.000 километара квадратних, у време кад се религија чувала и преносила усменим путем и кад је постојало много богова, поједина места су гајила култ различитих богова, што потврђују и топоними и археолошки налази. Према томе, сасвим је вероватно да су поједини митови на појединим подручјима имали различиту судбину, чували се, мењали или заборављали.

## Најзначајнији извори
О нордијској митологији је највише написано на старонордијском језику, северногерманском језику, језику који се говорио на скандинавским просторима у периоду европског средњег века и представља претечу модерних скандинавских језика. Већина старонордијских текстова је настала на Исланду, где је орална традиција из доба пре хришћанства скупљана и записивана. Ово се највише догађало у 13. веку. Ови текстови укључују и Млађу Еду коју је у 13. веку написао Снори Стурлусон, и Старију Еду, збирку песама анонимно састављених у 13. веку.

### Млађа Еда
Млађа еда (Прозна или Snorra edda) је састављена као прозни приручник за песнике скалдске поезије, за коју се претпоставља да се развила око 9. века у Норвешкој. Као изворе такође имамо текстове попут Хејмскрингле (Круга света), дело које је написао Стурлусон. Ово дело доноси историју норвешких краљева од почетка до 12. века. Посебно су важна дела Инглинга сага (Сага о Инглинзима) у којој је описана легендарна шведска владајућа династија која потиче од богова, и Геста Данорум, дело Данца Саxа Граматикуса који у првих 9 књига (од укупно 16) пише о историји древних богова и хероја.

### Саге
Даље информације нам дају Саге. Корпус Сага се састоји из хиљада прича на старонордијском језику, од породичних прича са Исланда до прича из доба Велике сеобе народа које помињу историјске фигуре попут Атиле. Сазнајемо доста и из археолошких остатака попут осликаног камења, рунских записа, а важни су и топоними који често садржавају имена појединих богова. У паганским гробовима пронађени су и орнаменти Торовог чекића Мјолнира, и мале сребрне фигуре Валкира које се повезују са ратом и судбином.

## Богови и друга бића

### Тор
Средиште текстова о нордијској митологији су богови и њихове интеракције са другим бићима. У изворима се помињу многа божанства. Судећи по именима које су људи тог доба давали деци и местима, најпопуларнији нордијски бог за време Викинга је био Тор који је увек приказиван са Мјолниром, чекићем који је довољно снажан да сруши планине, и као увек спреман на борбу. Уништава било ког јотуна који представља претњу боговима или људима, и ожењен је прелепом златокосом богињом Сиф.

### Один и Фрига
Бог Один се такође често помиње у изворним текстовима. Он има само једно око, а увек га прате два вука и два гаврана. По легенди, Один се у чину жртве обесио на Игдрасил, светско дрво, да би добио знање рунске азбуке, коју је затим проследио човечанству. Один се често повезује са смрћу, мудрошћу и поезијом. Најчешће је повезан са смрћу пошто је он владар Валхале, где Валкире односе пале у боју. Одинова жена је моћна богиња Фрига, која види будућност али то никоме не говори. Заједно имају сина Балдера. Након што је Балдер више ноћи сањао сопствену смрт, Локи га убија уз помоћ лукаво осмишљеног плана. Балдер је после тога у Хелу, подземном свету којим влада истоимена богиња Хела.

### Ванири: Фреја, Фрејр и Њорд
Один мора да дели пола својих мртвих са богињом Фрејом. Она је прелепа, сензуална и увек представљења у огртачу са перјем. Јаше у борбу да би бирала које ће од умрлих да одведе у Фолквангр. Фреја пати за својим несталим мужем Одром, и трага за њим по удаљеним земљама. Фрејин брат, Фрејр је честа тема нордијских легенда. Често се повезује са временом, краљевском породицом, људском сексуалности и пољопривредом, а човечанству доноси радост и благостање. Након што види прелепу дивкињу, Герду, очаран је њоме и осваја њену љубав која му доноси пропаст. Отац Фреје и Фрејра је Њорд, бог ветра и мора, али и богатства. Њордова жена је његова сестра. Више је описана његова веза са Скади, богињом скијања и лова. Њихова љубав има несретну судбину, пошто Скади не може дуго да буде удаљена од својих планина, а Њорд не може дуго без мора. Фреја, Фрејр и Њорд чине расу богова познату као Ванир, друга раса. Расе богова су се одвојиле у рату.

### Бића о којима је мање познато
Иако се не помињу често, у изворима се појављују и Идуна, богиња пролећа која гаји јабуке вечне младости и њен муж Браги, бог поезије; Хајмдал, чувар богова, син девет мајки, који је представљен на трону, са златним зубима; бог рата Тир који је изгубио руку у борби са вуком Фенриром; богиња Гефион која је створила Селанд, највеће острво у садашњој Данској, не рачунајући Гренланд.
Многа бића се помињу осим богова. Често су поменути вилењаци и патуљци, међутим нису опширно описани и не може се тачно утврдити веза између њих. Вилењаци обасјавају својом лепотом, док су патуљци често ковачи. Група бића која су често описана као јотуни или тролови (у модерно доба често их називамо дивовима) се појављује јако често у легендама. Ова бића се понекад придружују боговима, али и често представљају њихове противнике. Заступљено је и доста мањих група бића женског рода чије се улоге понекад преклапају, али све се на један или други начин, баве судбином.

## Космогонија
У почетку није било ничега, само бездан Гинунгагап. Прво је на југу створена земља Муспелхајм. Тамо је изузетно вруће јер та земља пламти и гори, а на њеном крају седи њен чувар Суртр (Црни) који има пламтећи мач којим ће, након што побиједи богове у Рагнароку, спалити читав свет.
Потом је направљен и Нифлхајм, земља леда и магле усред које лежи извор Хвергелмир из којег извире 11 река. Лед и хладноћа ширили су се према југу, а ватра и врућина према сјеверу па су се срели у празнини Гинунгагап. Ватра је топила лед и од капљица је настао див Имир, зван и Аургелмир. Он је био први мразни див, а био је зао. Ознојио се за време сна и од капљица његова зноја под левим пазухом настају мушкарац и жена, а из ногу му настаје још један див. Тако настају родови мразних дивова.
Слично као и Имир, настала је и крава Аудумла из чијег су вимена текле четири реке млека којим се Имир хранио; сама се хранила тако што је лизала слан лед. Тако, прве вечери, лижући наиђе на косу, другога дана отопи лед око главе, а трећи дан ослободи цијело биће. Био је то Бури. Он је потом добио сина Бора који се оженио Бестлом, кћерком дива Болторна. Бор и Бестла су имали три сина: Одина, Вило и Веја (или Хенира). Њих тројица убјају Имира, при чему су се у његовој крви утопили сви мразни дивови осим Бергелмира и његове жене који су направили чамац од изгубљеног дрвета и тако се спасили.
Браћа односе Имирово тијело у средиште Гинунгагапа и од меса праве земљу, од крви реке, језера, море и океан којим окружују земљу. Од костију праве планине, од зуба и вилица камење и стене. Од лобање стварају небо и постављају га изнад земље, а на четири стране постављају на стражу по једног патуљка; били су то Аустри (Исток), Вестри (Запад), Нордри (Сјевер) и Судри (Југ). Уимају затим искре из Муспелхајма и стављају их на небо као звезде а стварају им и путање којима су се кретале. Од Имировог мозга су направили облаке.
Овако створена, земља је била кружног облика, а окруживао ју је океан чије обале, Јотунхајм, браћа дају дивовима да си изграде дом Утгард. Унутрашњост су оградили Имировим обрвама како би људе одбранили од дивова; то је Мидгард. Потом су саградили себи утврђење у средишту свијета и назвали је Асгард. Асгард и Мидгард повезује мост огњене дуге Бирфрост, а само су богови могли да га пређу јер он штити Асгард од дивова и смртника. На њему је стражарио бог Хајмдал.
Шетајући обалом, Один и браћа наилазе на два нанесена дрвета. Один им удахне дах живота, Вили им подари разум и покретност, Ве им даје облик, говор и осећај. Тако су настали Аск (Јасен) и Ембла (Брест), први људи од којих су потекле све људске расе. Богови им дају становиште у Мидгарду.
Хелхеим, подручје вечне таме налази се далеко на северу од Мидгарда а тамо су душе оних који су умрли од болести или старости (душе ратника иду у Валхалу). Овдје влада богиња Хела. Тамо живи и змај Нидхорг у извору Хвергелмир који се храни мртвим тијелима, а како је наклоњен дивовима, грицка и коријен светског дрвета, Игдрасила.
Још увијек постоји и Муспелхајм, земља ватре и огња гдје живи истоимени див који са својим синовима чека да их Сурт поведе у Рагнарок.
У средишту света стоји огроман јасен Игдрасил, који се назива и светско дрво. Његове гране покривају свет својом сенком, а његова три корена му служе као темељ, али упркос томе, пада за вријеме Рагнарока. Један корен се налази у Асгарду; испод њега је свето, тзв. Урдино врело где богови имају своју судницу и где живе три норне које суде. То су Урд (Прошлост), Вернанди (Садашњост) и Скулд (Будућност). Оне одређују судбине људи и богова. Сваки човек има своје норне; неке су добре, неке мање добре, неке су зле. Норне прскају водом из врела дрво да му се гране не би осушиле. Други Игдрасилов корен стоји изнад Нифлхајма, царства мртвих, код извора Хвергелмир где га грицка змај Нидхогр. Трећи коријен је у Јотунхајму, земљи дивова, а испод места где се корен окреће је Мимирово врело. Онај ко попије из тог врела постаје мудар. У Игдрасиловим гранама седи орао који много зна, а међу очима му седи соко Ведрфолнир. Веверица Рататоск трчкара по јасену и преноси гласине између орла и Нидхога. У крошњи живе и четири јелена која му брсте лишће.